# NGC 7717
NGC 7717 (również PGC 71941) – galaktyka spiralna z poprzeczką (SB0-a), znajdująca się w gwiazdozbiorze Wodnika. Odkrył ją w 1876 roku Wilhelm Tempel.